# Joost Meerloo
Joost Abraham Meerloo (L'Aia, 14 marzo 1903 – Amsterdam, 17 novembre 1976) è stato un medico, psichiatra e psicoterapeuta olandese naturalizzato statunitense.
Meerloo era specializzato nel campo del controllo delle tecniche di controllo mentale usate dai totalitarismi; è stato autore di Rape of the Mind (letteralmente, stupro della mente), un'analisi delle tecniche di condizionamento e controllo mentale negli stati totalitari.

## Biografia
Nato a L'Aia, nei Paesi Bassi con il nome di Abraham Maurits Meerloo, arrivò negli Stati Uniti nel 1946, dove venne naturalizzato nel 1950 per poi riprendere nuovamente la cittadinanza olandese nel 1972. Il dott. Meerloo ha esercitato la professione di psichiatria per oltre quarant'anni. Lavorò nei Paesi Bassi fino al 1942 sotto l'occupazione nazista, quando prese il nome di Joost, anziché Abraham, ritenuto troppo ebreo per ingannare le forze di occupazione. Nel 1942 scappò in Belgio e da lì in Inghilterra, dopo aver scampato per poco la morte per mano dei tedeschi. Divenne un colonnello e capo del dipartimento di psicologia dell'armata olandese in esilio in inghilterra.
Dopo la guerra servì come alto commissario per il welfare nei Paesi Bassi e fu consulente per la UNRRA e SHAEF. Cittadino americano dal 1950, il dott. Meerloo fu membro della facoltà di psicologia alla Columbia University e professore associato di Psichiatrtia alla 'New York School of Psychiatry'. È stato autore di molti volumi, tra cui Rape of Mind (stupro della mente), un lavoro fondamentale su tecniche di controllo mentale, di Conversation and Communication (Conversazione e Comunicazione) e Hidden Communion (comunione nascosta).
Era figlio di Bernard e Anna Frederika (Benjamins) Meerloo. È stato il più giovane di sei figli e l'unico a fuggire dal suo paese e a sopravvivere all'olocausto.
Sposò Elisabeth Johanna Kalf Den Haag il 16 maggio 1928. I due divorziarono il 19 febbraio 1946. Sposò poi Louisa Betty "Loekle" Duits (una fisioterapista) a New York il 7 maggio 1948.

### Formazione
Il dott. Meerloo ottenne una laurea in medicina dall'Università di Leida nel 1927. Dopo la laurea, svolse del lavoro presso l'Università di Utrecht nel campo della psichiatria e della psicoanalisi, ottenendo un dottorato di ricerca. Più tardi, proseguì gli studi di psichiatria a Parigi.

## Rape of mind
Il libro più famoso di Meerloo è Rape of mind (stupro della mente), pubblicato nel 1956. Il libro ricevette grande attenzione in parte perché si occupava di applicazioni di tecniche di lavaggio del cervello nei regimi totalitari durante la Guerra di Corea.
Il libro spiega come possano essere applicate scientificamente tecniche di lavaggio del cervello e afferma che "quasi nessuno può resistervi". "La paura e la contunua pressione creano notoriamente un'ipnosi menticida. La parte conscia della personalità non prende più parte nelle confessioni automatiche ('automatic confessions'). Colui che subisce il lavaggio del cervello vive in uno stato di trance, ripetendo la canzone messagli in testa da qualcun altro".
Come le loro controparti totalitarie, anche le società democratiche sono soggette all'influenza infida del controllo mentale. Queste influenze circondano i cittadini delle società libere, "sia a livello politico che a livello non politico e divengono pericolose per la vita delle persone libere tanto quanto lo sono negli aggressivi governi totalitari". Le persone devono stare in guardia rispetto all'intrusione strisciante nella loro mente tramite la tecnologia, la burocrazia, il pregiudizio e l'illusione di massa.
Meerloo scrive che la libertà e la democrazia dipendono in parte dalla formazione alla libertà della mente, ovvero aiutare i bambini e gli adulti a pensare da soli ed a vedere le parti essenziali di un problema nonché a capire concetti e non solo a memorizzare dei fatti.
Nella maggior parte del libro, i bersagli di Meerlooo sono soprattutto il ruolo storico dei regimi nazista e comunista nel mondo post-1945. Tuttavia, attacca anche la caccia alle streghe di singole persone perpetrata dalla Commissione per le attività antiamericane: "il diritto Congressuale di indagine può essere abusato e usato a sproposito. La facoltà di indagine può divenire facoltà di distruggere non solo l'individuo sotto attacco, ma anche l'integrità mentale di coloro che, in un modo o nell'altro, sono testimoni dell'indagine. In modo subdolo, l'attuale ondata di indagini congressuali possono avere un effetto coercitivo sulla nostra cittadinanza".

## Opere

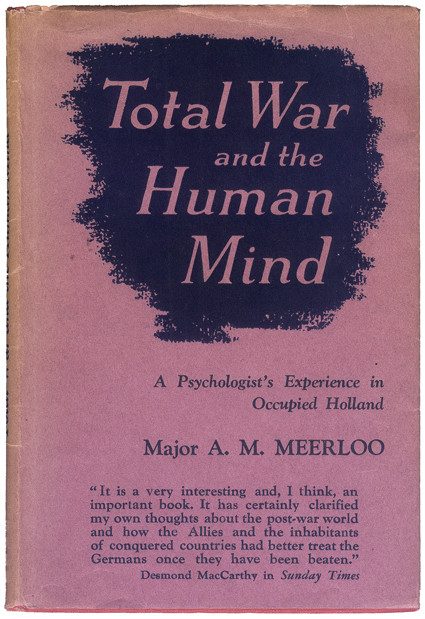
Dust jacket Total War and the Human Mind

- Total War and the Human Mind: A Psychologist's Experience in Occupied Holland (1944, Published for The Netherlands Government Information Bureau by George Allen & Unwin Ltd.)
- Delusion and Mass-Delusion (1949, NMD Monographs)
- Patterns of Panic (1950, International Universities Press, Inc.)
- Conversation and Communication (1952, International Universities Press, Inc.)
- The Two Faces of Man (1954, International Universities Press, Inc)
- The Rape of the Mind: The Psychology of Thought Control, Menticide, and Brainwashing (1956, World Publishing Company)(Ristampa 2009, Progressive Press, ISBN 1-61577-376-2)
- Guidance in an Age of Technology (1961)
- Suicide and Mass Suicide (1962, Grune & Stratton, Inc.)
- Hidden Communion (1964, Garrett Publications/Helix Press)
- A Psycho-Analytic Study of Culture and Character (1965, John Wiley)
- "Creativity and Eternization: Essays on the Creative Instinct" (1967, Koninklijke Van Gorcum & Comp. N.V.; Assen, The Netherlands)
- Along the Fourth Dimension: Man's Sense of Time and History (1970, The John Day Company)
- Unobtrusive Communication. Essays in Psycholinguistics (1964, Koninklijke van Gorcum & Co. N. V.)